# Râul Corbu, Chițiu
Râul Corbu este unul din cele două brațe care formează râul Chițiu. 